# Афанасов, Андрей
Андрей Афанасов (эст. Andrei Afanasov; 17 декабря 1977, Таллин) — эстонский футболист, нападающий.

## Биография
Всю карьеру провёл в клубах Таллина и его пригородов. В высшем дивизионе Эстонии дебютировал в сезоне 1995/96 в составе клуба «Лантана», также выступал за этот клуб в сезоне 1996/97 и осенью 1998 года. С «Лантаной» дважды стал чемпионом страны и один раз — бронзовым призёром, однако не был твёрдым игроком основы. В 1999 году в составе дебютанта высшего дивизиона «Левадии» (Маарду) провёл 4 матча и также завоевал чемпионский титул. За «Лантану» и «Левадию» сыграл 4 матча в Кубке УЕФА. Осенью 2003 года выступал за столичный «ТФМК», сыграл 4 матча и стал серебряным призёром чемпионата.
Много лет выступал в клубах первой лиги и более низших лиг, где отличался высокой результативностью. В сезоне 1997/98 стал лучшим бомбардиром осенней части регулярного сезона первой лиги, забив 13 голов. Лучший бомбардир первой лиги 2001 года (26 голов, по другим данным 27 или 23) и 2002 года (26 голов), лучший бомбардир второй лиги 2003 года (27 голов).
В 2004 году перешёл в «Калев» (Таллин), с которым за несколько лет поднялся из третьего дивизиона в высший. Победитель и шестой бомбардир (21 гол) зонального турнира второй лиги 2004 года, четвёртый бомбардир первой лиги 2005 года (15 голов). В 2007—2009 годах в составе «Калева» играл в высшей лиге (48 матчей и 7 голов). В составе «Калева-2» — лучший бомбардир зонального турнира второй лиги 2009 года (25 голов).
Всего в высшем дивизионе Эстонии сыграл 74 матча и забил 8 голов.
В 1993 году выступал за юношескую сборную Эстонии (до 17 лет), забивал «голы престижа» в матчах против ровесников из Латвии (1:5) и Шотландии (1:9).

## Достижения
- Чемпион Эстонии: 1995/96, 1996/97, 1999
- Серебряный призёр чемпионата Эстонии: 2003
- Бронзовый призёр чемпионата Эстонии: 1998